# Dario Perucca
Dario Perucca (Vercelli, 3 aprile 1964) è un fumettista italiano.
È l'attuale disegnatore della serie a fumetti Alan Ford, ideata da Max Bunker.

## Carriera
Perucca ha realizzato il maggior numero di storie per questa serie: a settembre 2019 ha infatti realizzato oltre 300 numeri di Alan Ford, contro i 91 di Paolo Piffarerio, il successore di Magnus  e i 76 numeri dello stesso Magnus. Il primo numero disegnato da Perucca è stato il 202 (intitolato Il trio della mutua). Pur cominciando con un tratto all'inizio un po' incerto, si è successivamente molto raffinato, diventando un disegnatore di notevole bravura e l'attuale asse portante di Alan Ford. Oltre ad Alan Ford, Perucca ha disegnato, sempre con la sceneggiatura di Max Bunker, anche Kerry Kross, Beverly Kerr, Padre Kimberly e Pepper Russel (2008). Merita di essere ricordato anche  il suo lavoro eccellente di disegni e chine per un numero speciale su Satanik (Battito di ali di vampiro), e i tre albi della nuova edizione di un altro precedente personaggio di Max Bunker: Kriminal (Ritorno dalla zona buia), entrambi resuscitati dopo la fine della prima serie originale nell'anno 1974.